# Look Sharp! (Roxette)
Look Sharp! is het tweede studioalbum van het Zweedse duo Roxette, uitgegeven op 19 oktober 1988 door EMI. Alles veranderde voor Roxette toen ze in Zweden "The Look" uitbrachten op single. Het verhaal doet de ronde dat een Amerikaans uitwisselingsstudent het nummer op cassettebandje mee terug nam naar de Verenigde Staten. Daar stuurde hij het naar een radiostation. Er kwamen zoveel positieve reacties, dat het maar een kwestie van tijd was voordat Roxette na Europa ook Amerika veroverd had.
Het album is tot op de dag van vandaag meer dan 9 miljoen keer over de toonbank gegaan, waaronder alleen al in Amerika 1 miljoen keer. De single "Listen to Your Heart" is een van Roxettes meest gedraaide hits op radiostations wereldwijd.

## Tracklist
Alle nummers zijn geschreven door Per Gessle tenzij het anders staat aangegeven.

| 1.                 | The Look                                                       | 03:57 |
| 2.                 | Dressed For Success                                            | 04:09 |
| 3.                 | Sleeping Single                                                | 04:37 |
| 4.                 | Paint                                                          | 03:30 |
| 5.                 | Dance Away (Muziek van Marie Fredriksson en Per Gessle)        | 03:24 |
| 6.                 | Cry (Muziek van Marie Fredriksson en Per Gessle)               | 05:18 |
| 7.                 | Chances                                                        | 04:57 |
| 8.                 | Dangerous                                                      | 03:48 |
| 9.                 | Half A Woman, Half A Shadow (Muziek van Marie Fredriksson)     | 03:35 |
| 10.                | View From A Hill                                               | 03:39 |
| 11.                | (I Could Never) Give You Up                                    | 03:57 |
| 12.                | Shadow Of A Doubt (Muziek van Marie Fredriksson en Per Gessle) | 04:14 |
| 13.                | Listen to Your Heart (Muziek van Mats Persson en Per Gessle)   | 05:30 |
| Totale duur: 54:41 |                                                                |       |

| 14.                | The Voice                          | 04:15 |
| 15.                | One Is Such A Lonely Number (Demo) | 03:34 |
| 16.                | Don't Believe In Accidents (Demo)  | 03:41 |
| Totale duur: 66:13 |                                    |       |